# Mikimoto Kōkichi
Mikimoto Kōkichi,  (御木本 幸吉?, Mikimoto Kōkichi) (Toba, 25 gennaio 1858 – 21 settembre 1954), è stato un imprenditore giapponese, inventore della coltivazione delle ostriche perlifere.
Nato nella città di Toba, nella prefettura di Mie, in una famiglia che gestiva una trattoria di udon, sviluppò sin da giovane una passione per le perle, portandolo a esplorare metodi per coltivarle. Iniziò i suoi esperimenti nel 1888, ottenendo i primi risultati nel 1893; tuttavia, la realizzazione di perle coltivate perfettamente sferiche richiese molti anni di perfezionamento. Nel 1899 aprì il primo negozio nel distretto di Ginza, a Tokyo, dove si trova ancora oggi l'edificio completamente nero della società che porta il suo nome. Mikimoto attirò anche l'attenzione di figure influenti, come Thomas Edison, colpito dai suoi risultati. Grazie alla sua innovazione, Mikimoto creò un nuovo mercato per le perle, lasciando un'impronta duratura nel settore della gioielleria.

## Vita personale
La moglie di Mikimoto era Ume, che è stata anche sua partner nella creazione della perla coltivata. Insieme, hanno avuto cinque figli: Rui (la figlia maggiore), Mine (la seconda figlia), Yo (la terza figlia), Ai (la figlia più giovane) e Ryuzo (il loro unico figlio).
Mikimoto morì il 21 settembre 1954, all'età di 96 anni. Oggi, i suoi cimeli personali sono esposti presso il Mikimoto Pearl Island Memorial Hall, un museo situato a Toba, in Giappone. Questo museo celebra la sua vita e le sue innovazioni, offrendo ai visitatori l'opportunità di esplorare la storia delle perle coltivate e l'impatto di Mikimoto sull'industria. Attraverso varie mostre i visitatori possono conoscere il percorso che ha portato Mikimoto a diventare un pioniere nel suo campo.

### Incontro con Thomas Edison
Kokichi Mikimoto ebbe l'opportunità di incontrare Thomas Edison, uno dei più grandi inventori della storia, nel 1912. Durante questo incontro, Mikimoto presentò le sue perle coltivate, suscitando l'ammirazione di Edison per la qualità e la bellezza delle sue creazioni. Edison, impressionato dalla sua innovazione, esclamò che le perle coltivate di Mikimoto erano "più belle delle perle naturali". Questo incontro non solo consolidò la reputazione di Mikimoto nel mondo degli affari, ma contribuì anche a diffondere la consapevolezza delle perle coltivate a livello internazionale. L'incontro tra i due uomini, entrambi pionieri nei loro rispettivi campi, segnò un importante momento nella storia dell'industria delle perle, dimostrando l'impatto duraturo delle innovazioni di Mikimoto.